# Gortyna uniformis
Gortyna uniformis là một loài bướm đêm trong họ Noctuidae.